# 22 Dywizja Piechoty (Imperium Rosyjskie)
22 Dywizja Piechoty (ros. 22-я пехотная дивизия) – dywizja piechoty Armii Imperium Rosyjskiego, w tym okresu działań zbrojnych I wojny światowej.

## Charakterystyka
W 1914 wchodziła w skład 1 Korpusu Armijnego. Sztab dywizji stacjonował w Nowogrodzie. W tym czasie dywizja etatowo posiadała cztery pułki po cztery bataliony oraz brygadę artylerii polowej z 6 bateriami po 8 dział. Doświadczenie zdobyte podczas walk na frontach I wojny światowej  skutkowało zmianami organizacyjnymi. Zimą z 1916 na 1917 rozpoczęto reorganizację dywizji piechoty. Zredukowano liczbę batalionów z 16 do 12 i zmniejszono liczbę dział polowych na mniej aktywnych odcinkach frontu.

## Struktura organizacyjna
Organizacja w 1914
- 1 Brygada Piechoty (Nowogród)
  - 85 Wyborski pułk piechoty (Nowogród)
  - 86 Villmanstrandzki pułk piechoty (Stara Russa)
- 2 Brygada Piechoty (Nowogród)
  - 87 Nyslocki pułk piechoty (Koszary Arakczejewskije, gubernia nowogrodzka)
  - 88 Pietrowski pułk piechoty (Gruzino, gubernia nowogrodzka)
- 22 Brygada Artylerii (Nowogród)